# Chaetopleura debruini
Chaetopleura debruini är en blötdjursart som först beskrevs av Dieter Strack 1996.  Chaetopleura debruini ingår i släktet Chaetopleura och familjen Ischnochitonidae. Inga underarter finns listade i Catalogue of Life.